# Les Lilas
Les Lilas je město ve východní části metropolitní oblasti Paříže ve Francii v departmentu Seine-Saint-Denis a regionu Île-de-France.

## Geografie
Sousední obce: Paříž, Le Pré-Saint-Gervais, Pantin, Romainville, Bagnolet.

## Vývoj počtu obyvatel
Počet obyvatel

## Osobnosti města
- Paul de Kock (1793-1871), spisovatel a dramatik
- Jean Yanne (1933-2003), herec a režisér
- Arlette Laguillerová (* 1940), politička
- Claire Bouanichová, (* 1994), herečka

## Partnerská města
- Völklingen, Sársko, Německo